# Nobuko Jashima
Nobuko Jashima (jap. 麝嶋 伸子, Jashima Nobuko) ist eine ehemalige japanische Fußballspielerin.

## Karriere
Jashima absolvierte ihr erstes Länderspiel für die japanische Nationalmannschaft am 6. September 1981 gegen England.